# Centraalbureau voor Schimmelcultures
 (février 2021).
Si vous disposez d'ouvrages ou d'articles de référence ou si vous connaissez des sites web de qualité traitant du thème abordé ici, merci de compléter l'article en donnant les références utiles à sa vérifiabilité et en les liant à la section « Notes et références ».
L’Institut Westerdijk, autrefois appelé Centraalbureau voor Schimmelcultures (CBS ; Bureau central de la biodiversité fongique), est un centre de recherche de l'Académie royale néerlandaise des arts et des sciences. Il est situé à Utrecht.

## Collections
Il héberge une collection de renommée mondiale de champignons filamenteux vivants, de levures et de bactéries.

## Histoire
En 1907, Johanna Westerdijk devient directrice du CBS. En l'honneur de son œuvre, l'institut est renommé Westerdijk Fungal Biodiversity Institute le 10 février 2017.